# Anolis salvini
Anolis salvini es una especie de lagarto que pertenece a la familia Dactyloidae. Es nativo de Panamá, Costa Rica y posiblemente Guatemala.